# جلال مقامی
جلال مقامی (۲ مرداد ۱۳۲۰ – ۵ آبان ۱۴۰۱) دوبلور، گوینده، مدیر دوبلاژ و بازیگر ایرانی بود. جلال مقامی به دلیل اجرای برنامهٔ «دیدنی‌ها» نیز شهرت داشت.

## زندگی
جلال مقامی در ۲ مرداد ۱۳۲۰ در تهران و در خانواده‌ای اهل کاشان زاده شد. فعالیت هنری را از سنین نوجوانی با بازی در تئاتر شروع کرد و سپس به تشویق حیدر صارمی از سال ۱۳۳۷ وارد عرصهٔ دوبلاژ شد. مقامی همسر رفعت هاشم‌پور، دوبلور قدیمی سینما و تلویزیون و همچنین دایی شراره حضرتی، دوبلور، بود.
جلال مقامی استاد خود در دوبله را هوشنگ لطیف‌پور معرفی می‌کند و در سال‌های طلایی دوبلاژ، در فیلم‌های دوبله شده به مدیریت علی کسمایی، محمدعلی زرندی، عطاءالله کاملی، ایرج دوستدار، احمد رسول‌زاده، سعید شرافت و ابوالحسن تهامی گویندگی کرده‌است.

## حرفه
جلال مقامی از سال ۱۳۴۴ در فیلم‌های سینمایی به ایفای نقش پرداخت و مدیریت دوبلاژ را از سال ۱۳۴۵ آغاز کرد. وی در سال‌های بعد از انقلاب ۱۳۵۷، قبل از این‌که صدای سر صحنه در سینمای ایران باب شود، به‌جای سعید راد (مرز)، فرامرز قریبیان (آوار)، مجید مظفری (تیغ و ابریشم، کشتی آنجلیکا)، پرویز پرستویی (شکار)، اصغر همت (هزاردستان)، و… صحبت کرده‌است و اجرای برنامهٔ «دیدنی‌ها» به تهیه‌کنندگی غلامحسین میرزاده را بر عهده داشته‌است. پخشِ این برنامهٔ تلویزیونی از سال ۱۳۶۲ آغاز شد و به مدت ۱۲ سال ادامه یافت. این برنامه در آن سال‌ها که با دوران جنگ هشت‌ساله همزمان بود، روزهای یکشنبه از شبکهٔ دو پخش می‌شد و با اجرای جلال مقامی به یکی از محبوب‌ترین برنامه‌های تلویزیونی در ایران تبدیل شد.
وی در دههٔ ۱۳۶۰، مدیریت دوبلاژ مجموعهٔ تلویزیونی «مارکو پولو» را بر عهده داشته‌است. او در دوبلهٔ مجموعهٔ تلویزیونی «لبهٔ تاریکی» به‌جای شخصیت ‌رونالد ران کریون یکی از به‌یادماندنی‌ترین گویندگی‌های خود را به یادگار گذاشته‌است. او در مجموعه‌های تلویزیونی «ارتش سری» (برانت)، «پوآرو» (هستینگز)، «خانوادهٔ رابینسون» (رابینسون)، «شهر مرزی» (جک)، «هشدار برای کبرا ۱۱» (سمیر)، «مزد ترس» (عبدالرضا اکبری)، «پدرسالار» (خسرو شجاع‌زاده)، و… حرف زده‌است.
وی در دههٔ ۱۳۸۰، به‌عنوان گویندهٔ ثابت رابین ویلیامز شناخته می‌شد و در فیلم‌های متعددی همچون انجمن شاعران مرده، خانم داوت‌فایر، جومانجی، هملت، ویل هانتینگ نابغه، مرد دوصدساله، بی‌خوابی و سریال ماجراهای شرلوک هلمز بعد از بهرام زند به‌جای (جرمی برت در نقش شرلوک هلمز) گویندگی کرده‌است.
از دیگر آثار مقامی می‌توان به گویندگی‌اش در «لورنس عربستان به جای عمر شریف» و «شکوه علفزار» اشاره کرد.

## بیماری و درگذشت
مقامی، در ۱۵ آبان ۱۳۹۳، پیش از این‌که در محل کارش در رادیو البرز حاضر شود و برنامهٔ «شنیدنی‌ها» را اجرا کند، دچار سکتهٔ مغزی و اختلال تکلم شد. وضعیت سلامتی او گرچه نسبت به روزهای اول بروز عارضه، بهبود یافت اما بر اثر آن سکتهٔ مغزی خفیف، صدایش تغییر کرد و تکلم برایش کمی سخت شد.
وی در روز جمعه ۱۴ شهریور ۱۳۹۳، در منزل مسکونی‌اش در مهرشهر، کرج دچار حادثه شد و از ناحیهٔ پهلو آسیب دید.
جلال مقامی در سال‌های آخر عمر به دلیل شرایط جسمانی، به ندرت کار دوبله می‌کرد.
او در باب دوبله و آیندهٔ آن در ایران می‌گوید: «بگذارید واقعیت را بگویم که با ادامهٔ روند فعلی چند سال آینده شاهد این اتفاق خواهیم بود که دوبلهٔ ایران از جایگاه رفیع خود به سطح نازلی برسد».
جلال مقامی عصر پنجشنبه ۵ آبان ۱۴۰۱ بر اثر ایست قلبی درگذشت. پیکر جلال مقامی صبح یکشنبه ۸ آبان ۱۴۰۱ از مقابل خانهٔ هنرمندان ایران تشییع و در قطعهٔ هنرمندان بهشت زهرا به خاک سپرده شد.

## فیلم‌شناسی

### بازیگری
- لاکی (۱۳۹۸)[نیازمند منبع]
- راز گل شب‌بو (۱۳۷۲)
- گالان (۱۳۶۹)
- زنگ اول (۱۳۶۳)
- آلونک (۱۳۴۷)
- گردباد زندگی (۱۳۴۷)
- ایستگاه ترن (۱۳۴۵)
- من مادرم (۱۳۴۴)

### مدیر دوبلاژ
- تاکسی ۲ (۱۳۸۲)
- معصوم (۱۳۷۷)
- پدرسالار (۱۳۷۳)
- تعقیب سایه‌ها (۱۳۶۹)

### سرپرست گویندگان
- لانه عقاب‌ها (۱۳۷۸)
- خلبان (۱۳۷۶)
- روزی که خواستگار آمد (۱۳۷۵)
- مرد نامرئی (۱۳۷۴)
- سفر بخیر (۱۳۷۳)
- هبوط (۱۳۷۲)
- همه دختران من (۱۳۷۲)
- بدوک (۱۳۷۰)
- خانواده کوچک ما (۱۳۷۰)
- مسافران دره انار (۱۳۷۰)
- آهوی وحشی (۱۳۶۹)
- تویی که نمی‌شناختمت (۱۳۶۹)
- فرماندار (۱۳۶۹)
- بچه‌های طلاق (۱۳۶۸)
- تا مرز دیدار (۱۳۶۸)
- دستمزد (۱۳۶۸)
- شنا در زمستان (۱۳۶۸)
- گزل (۱۳۶۸)
- مرگ پلنگ (۱۳۶۸)
- افسون (۱۳۶۷)
- افق (۱۳۶۷)
- باد سرخ (۱۳۶۷)
- پنجره (۱۳۶۷)
- تا غروب (۱۳۶۷)
- در مسیر تندباد (۱۳۶۷)
- روزنه (۱۳۶۷)
- سلام سرزمین من (۱۳۶۷)
- شب حادثه (۱۳۶۷)
- گلنار (۱۳۶۷)
- جهیزیه‌ای برای رباب (۱۳۶۶)
- زمزمه (۱۳۶۶)
- سرزمین آرزوها (۱۳۶۶)
- صعود (۱۳۶۶)
- غریبه (۱۳۶۶)
- کمینگاه (۱۳۶۶)
- گمشدگان (۱۳۶۶)
- مار (۱۳۶۶)
- تشکیلات (۱۳۶۵)
- جدال در تاسوکی (۱۳۶۵)
- شیر سنگی (۱۳۶۵)
- ملاقات (۱۳۶۵)
- توهم (۱۳۶۴)
- جاده‌های سرد (۱۳۶۴)
- گمشده (۱۳۶۴)
- زنگ اول (۱۳۶۳)
- زیر باران (۱۳۶۳)
- قصه خیابان دراز (۱۳۵۷)

آثار شاخص در دوبله
| گویندگی به‌جای        | در |
| -------------------- | --- |
| رابین ویلیامز        | خانم داوت‌فایر، جومانجی، ویل هانتینگ نابغه، مرد دوصدساله، بی‌خوابی، هملت، و … |
| رابرت ردفورد         | تعقیب (۱۹۶۶)، پابرهنه در پارک (۱۹۶۷)، بوچ کسیدی و ساندنس کید (۱۹۶۹) - در ایران: مردان حادثه‌جو، «اسکی‌باز سراشیب» (۱۹۶۹)، نیش (۱۹۷۳)، آنطور که بودیم (۱۹۷۳)، سه روز کندور (۱۹۷۵)، همهٔ مردان رئیس‌جمهور (۱۹۷۶)، بروبیکر (۱۹۸۰)، و … |
| عمر شریف             | لورنس عربستان (۱۹۶۲) - دوبلهٔ دوم، دکتر ژیواگو (۱۹۶۵)، رولز-رویس زرد (۱۹۶۵)، مارکو پولو (۱۹۶۵)، چنگیزخان (۱۹۶۵) - دوبلهٔ دوم، شب ژنرال‌ها (۱۹۶۷)، دختر مسخره (۱۹۶۸)، طلای مَکِنا (۱۹۶۹)، چه! (۱۹۶۹)، «بانوی مسخره» (۱۹۷۵)، و …       |
| وارن بیتی            | شکوه علفزار (۱۹۶۱) - دوبلهٔ اول و دوم، «وعده‌های شیرین» (۱۹۶۶)، بانی و کلاید (۱۹۶۷)، مک‌کیب و خانم میلر (۱۹۷۱)، دلار (۱۹۷۱)، شامپو (۱۹۷۵)، و …                                                                                     |
| مونتگومری کلیفت      | از اینجا تا ابدیت (۱۹۵۳)، اعتراف می‌کنم (۱۹۵۳)، رود وحشی (۱۹۶۰) |
| مارچلو ماسترویانی    | در بیشتر فیلم‌هایش از جمله ارثیهٔ خانوادگی (۱۹۶۲)، «تنها برای دیگران اتفاق می‌افتد» (۱۹۷۲)، و … |
| مایکل کین            | در بیشتر فیلم‌هایش از جمله پرونده ایپکرس (۱۹۶۵) - دوبلهٔ دوم، مغز بیلیون دلاری (۱۹۶۷)، زی و شرکا (۱۹۷۲)، مردی که می‌خواست سلطان باشد (۱۹۷۵)، عقاب فرود آمده (۱۹۷۶) - دوبلهٔ دوم، بدون راه حل (۱۹۸۸)                                 |
| رابرت واگنر          | پلنگ صورتی (۱۹۶۳)، «ماجرا» (۱۹۷۳) |
| جیمز کاگنی           | فرشتگان آلوده‌صورت (۱۹۳۸)، «هر سپیده‌دم می‌میرم» |
| گوویندا              | خوش شانس (۱۹۹۴) راجا داماد می‌شود (۱۹۹۸) و فیلم‌های دیگر |
| استیو مک‌کوئین        | عاشق جنگ (۱۹۶۲)، هفت دلاور (۱۹۶۰) - دوبلهٔ دوم |
| داستین هافمن         | فارغ‌التحصیل (۱۹۶۷)، کابوی نیمه‌شب (۱۹۶۹) - دوبلهٔ دوم |
| کلینت ایستوود        | جو کید (۱۹۷۲) - دوبلهٔ اول، دو قاطر برای خواهر سارا (۱۹۷۰) - دوبلهٔ اول |
| ترنس هیل             | آس برنده یا برگِ برنده (۱۹۶۸) و مردی از شرق (۱۹۷۲) |
| لسلی هاوارد          | در نقش اشلی ویلکز در دوبلهٔ نسخهٔ سینمایی فیلم بربادرفته (۱۹۳۹)(در دوبلهٔ نسخهٔ ویدئویی ناصر طهماسب این نقش را صحبت کرده‌است) |
| تی لونگ              | مرد ارتشی یا ۷مرد جنگی (۱۹۷۶) و دامی برای قهرمان (۱۹۷۲) |
| جان لودر             | چه سرسبز بود درهٔ من (۱۹۴۱) |
| اسپنسر تریسی         | شهر پسران (۱۹۴۱) |
| ویلیام ایت           | آهنگ برنادت (۱۹۴۳) |
| ادموند پاردوم        | سینوهه (۱۹۵۴) - دوبلهٔ دوم |
| برایان کیت           | مردان خشن (۱۹۵۵) |
| مل فرر               | جنگ و صلح (۱۹۵۶) - دوبلهٔ دوم |
| تایرون پاور          | سرگذشت ادی دوچین (۱۹۵۶) |
| مارتین بالسام        | روانی (۱۹۶۰) - در ایران: روح |
| ریچارد هریس          | توپ‌های ناوارون (۱۹۶۱) - دوبلهٔ سوم |
| جرج چاکریس           | داستان وست ساید (۱۹۶۱) |
|                      | پرنده شیرین جوانی (۱۹۶۲) |
| راجندرا کومار        | سنگام (۱۹۶۴) |
| آلن دلون             | زمانی که دزد بودم (۱۹۶۵) - دوبلهٔ اول |
| جرج سیگال            | چه کسی از ویرجینیا وولف می‌ترسد؟ (۱۹۶۶) |
| اسکار ورنر           | فارنهایت ۴۵۱ (۱۹۶۶) - دوبلهٔ اول |
| جرج پپارد            | مکس آبی (۱۹۶۶) - دوبلهٔ اول و دوم |
| آلن بیتس             | دور از اجتماع خشمگین (۱۹۶۷) - دوبلهٔ اول و دوم |
| کلیف رابرتسون        | ظرف عسل (۱۹۶۷) |
| پاتریک مک‌گوهان       | «ایستگاه قطبی زبرا» (۱۹۶۸) |
| جان فیلیپ لا         | باربارلا (۱۹۶۸) |
| جان کاساوتیس         | بچهٔ رزماری (۱۹۶۸) |
| الکس کورد            | برادری (۱۹۶۸) |
| برایان کِلی           | «دور دنیا زیر آب» (۱۹۶۸) |
| رادی مک‌داول          | سیارهٔ میمون‌ها (۱۹۶۸) |
| اندرو پرین           | باندولرو! (۱۹۶۸) |
| برت رینولدز          | صد اسلحه (۱۹۶۹) |
| ریک لنز ویتو اسکاتی  | گل کاکتوس (۱۹۶۹) |
| هلموت برگر           | اهریمن زیبا (۱۹۷۱) |
| آل پاچینو            | پدرخوانده (۱۹۷۲) - دوبلهٔ اول |
| جان فینچ             | جنون (۱۹۷۲) |
| ریچارد چمبرلین       | آسمانخراش جهنمی (۱۹۷۴) |
| جک نیکلسون           | حرفه: خبرنگار (۱۹۷۵) |
| نویل جیسون           | محمد رسول‌الله (۱۹۷۶) در نقش جعفر بن ابی‌طالب |
| ریچارد درایفس        | برخورد نزدیک از نوع سوم (۱۹۷۷) |
| کیت کارادین          | عملیات مرداب (۱۹۸۱) |
| فرانکو نرو           | در اکثر فیلم‌هایش |
| ژان-پل بلموندو       | در اکثر فیلم‌هایش |
| نیکلاس کیج           | تغییر چهره (۱۹۹۷) |
| سلمان خان            | پیوند |
| جکی شروف             | رام لاکان |
| فرامرز قریبیان       | خاک (۱۳۵۵) و غزل (۱۳۵۵) از ساخته‌های مسعود کیمیایی، و … |
| مایکل کالور          | ارتش سری (۱۹۷۷) محصول شبکهٔ بی‌بی‌سی در نقش سرگرد اروین برنت |
| باب پک               | لبهٔ تاریکی (۱۹۸۵) محصول شبکهٔ بی‌بی‌سی در نقش ران کریون |
| لوک مرندا            | نانی و مانی (۱۹۸۸) محصول شبکهٔ زد د اف در نقش هارالد |
| هیو فریزر            | سریال پوآرو (۱۹۸۹) محصول شبکهٔ آی‌تی‌وی در نقش آرتور هستینگز (دستیار پوآرو) |
| استیون لووات         | سریال جزیرهٔ اسرارآمیز (۱۹۹۵) در نقش گیدئون اسپیلت |
| ریچارد توماس         | سریال خانواده رابینسون (۱۹۹۸) در نقش آقای رابینسون |
| جهانگیر غفاری        | امروز و فردا (۱۳۴۵)، دالاهو (۱۳۴۶)، ولگردها (۱۳۴۶)، مرد حنجره‌طلایی (۱۳۴۷)، میوه گناه (۱۳۴۹)، دختر ظالم بلا (۱۳۴۹)، شیادان (۱۳۵۰)، این گروه زبل (۱۳۴۹)، سه دلاور (۱۳۵۰)، شهرآشوب (۱۳۴۸)                                          |
| کاوه مخبری           | سریال دلیران تنگستان (۱۳۵۳) در نقش احمد تنگستانی |
| مسعود اسداللهی       | سریال طلاق (۱۳۵۶) در نقش مسعود |
| عبدالرضا اکبری       | مزد ترس (۱۳۷۱) در نقش سروان ناصر محمدی |
| خسرو شجاع‌زاده        | سریال پدرسالار (۱۳۷۲) در نقش جمال |
| شخصیت سیمبا در جوانی | انیمیشن شیرشاه (۱۹۹۴) محصول کمپانی والت دیزنی |
|                      | شرلوک هولمز (دوبلهٔ اول) در نقش دکتر واتسون |
| جرمی برت             | سریال شرلوک هولمز (سری دوم) در نقش شرلوک هولمز |
|                      | هشدار برای کبرا ۱۱ در نقش سمیر |
|                      | شهر مرزی در نقش مارشال جک کارداک |
|                      | داستان زندگی در نقش گنزو |

### به عنوان داور
- جادوی صدا